# Portal Tomb von Moyree-Commons

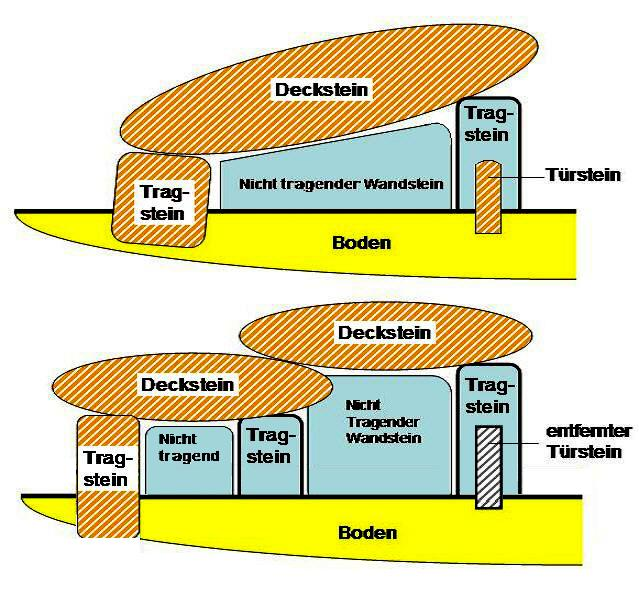
Schema irischer Portal Tombarten

Das Portal Tomb von Moyree-Commons im Townland Moyree Commons bei Corofin im County Clare in Irland liegt östlich vom Ballyteige Lough (See) und westlich des River Castle in einem Rundhügel von etwa 10,0 m Durchmesser. Es ist eines von nur vier im Burren. Als Portal Tombs werden auf den Britischen Inseln Megalithanlagen bezeichnet, bei denen zwei gleich hohe, aufrecht stehende Steine mit einem Türstein dazwischen, die Vorderseite einer Kammer bilden, die mit einem zum Teil gewaltigen Deckstein bedeckt ist.
Die nach Osten öffnende, rechteckige Kammer ist 2,8 m lang und 1,8 m breit. Ein Portalstein ist über 3,0 Meter hoch, der andere ist in einer Höhe von etwa 2,0 Metern abgebrochen, wobei sein Oberteil gegen den Höheren lehnt. Sie hat zwei Seitensteine und einen Endstein, der Türstein fehlt. Der Deckstein ist etwa 5,2 m lang, nach hinten gerutscht und liegt auf dem Endstein. An der Vorderseite findet sich ein niedriger Stein, der der Rest eines kleinen Hofes vor dem Eingang sein kann. Steinmaterial des Cairns liegt vor allem an der Nordseite, und eine stabile Trockenmauer wurde nur etwa 1,0 Meter vom Portal Tomb errichtet.
Etwa 3,3 km südöstlich liegt das Wedge Tomb von Caheraphuca.